# دیوید ویلر (بازیکن فوتبال)
دیوید ویلر (انگلیسی: David Wheeler؛ زادهٔ ۴ اکتبر ۱۹۹۰) بازیکن فوتبال اهل بریتانیا است.
از باشگاه‌هایی که در آن بازی کرده است می‌توان به باشگاه فوتبال استاینز تاون، باشگاه فوتبال لوس، و باشگاه فوتبال اکستر سیتی اشاره کرد.